# 東禅寺 (可児市)
東禅寺（とうぜんじ）は岐阜県可児市久々利にある釈迦如来を本尊とする臨済宗妙心寺派の寺院で、山号は久昌山。
尾張藩の重臣であった千村平右衛門家の菩提寺。

## 歴史
創建年は不詳であるが、木曾義昌の菩提寺として下総国海上郡網戸村（現在の千葉県旭市網戸）に東漸寺が建立された。
寺号は木曽義昌の法号に因んでいる。
その後、木曾氏の一族である千村良重が、徳川家康から美濃国に知行所を与えられて久々利村に千村陣屋を構えた後の
慶長16年(1611年)に、寺号を東禅寺に改めて開基し、東漸寺三世の藍外正秀を招いて梁南禅棟が開山した。
ニ世の十翰智哲（妙心寺142世）及び、三世の了伝智歇（妙心寺225世）は共に本山で紫衣を賜う栄誉に浴している。
詳細な年代は不明であるが、五世の梁州祖禅の時代に祝融の災いに遭った。
十二世住持の蓬州禅苗は卓洲胡僊の法嗣で、その許に集った雲水の修行のため僧堂が設けられて、雲水が50～70人在住していたが、
慶応元年（1865年）に古虎山永保寺に僧堂とともに移った。
東禅寺は可児市内における臨済宗妙心寺派の法源寺の一つであり、境内の弘法堂は、可児四国五十一番札所である。

## 千村氏墓所
本堂西の千村氏墓所には、千村平右衛門家歴代の墓石があり、千村良重の墓石は廟に納まっている。
隣の五輪塔は良重の妻の墓で、その台座には、「慶長十七年五月　寶宅恵光大姉」と刻まれているが、どうしたものか石に刻まれている「空・風・火・水・地」の五文字の順番が逆となっている。
二代から五代までの墓石は、良重の墓の西に並び、東面している。六代から十一代までは、北の山裾に並び南面している。いづれも高さ約3mの板碑型の墓石であり、可児市の文化財に指定されている。
一族の部屋住みの者や内室の墓も同墓地内にある。
久々利九人衆や家臣の墓は、寺の裏山の墓地にある。